# Акасиантроп
Акасиантроп (лат. Niponathropus Akashiensis; яп. 明石原人, あかしげんじん, «акаси гендзин», «ископаемый человек из Акаси») — гипотетический человек вида Homo erectus, который проживал на территории современного Японского архипелага. Известен также как нипонантроп.

## Краткие сведения
18 апреля 1931 года на побережье района Окубо-Нисихатимоку города Акаси префектуры Хёго японский археолог Наора Нобуо внезапно нашёл обломок левой части тазовой кости. После исследования находки учёный пришел к выводу, что она принадлежит ископаемому человеку. Во время Второй мировой войны оригинал кости был утерян из-за бомбардировки, однако сохранилась его гипсовая копия.
В 1948 году японский антрополог Хасебе Котондо исследовал эту копию и установил, что это кость человека вида Homo erectus. Он назвал этого человека Niponathropus Akashiensis, по месту находки. Вывод Хасебе всколыхнул научный мир Японии, поскольку к тому времени археологи находили на Японском архипелаге лишь остатки Homo sapiens. Поскольку уровень закостенелости кости не был известен, а данные стратиграфии отсутствовали, Хасебе критиковали за спекуляции с датировкой.
В 1982 году гипсовую копию кости акасиантропа исследовала комиссия учёных при помощи компьютерных технологий. Результаты проверки опровергли древность акасиантропа. Её результаты показали, что владелец кости скорее принадлежал к виду Homo sapiens.
В 1990-х годах выдвигались предположения, что кости, найденные на побережье города Акаси, принадлежат не человеку, а животному, скорее всего, обезьяне.